# Coppa dell'Unione Sovietica (pallacanestro maschile)
La Coppa dell'Unione Sovietica (ru. Кубок СССР по баскетболу среди мужчин) di pallacanestro è un trofeo nazionale sovietico organizzato per la prima volta nel 1949, ma che non ha mai avuto notevole successo, dato che ha subito diverse sospensioni e tentativi di rilancio. L'ultima edizione si è giocata nel 1987.

## Vittorie
- 1949  Dinamo Tbilisi
- 1950  Dinamo Tbilisi
- 1951  RSS Georgia
- 1952  Dinamo Riga
- 1953  Žalgiris Kaunas
- 1969  Dinamo Tbilisi
- 1972  CSKA Mosca
- 1973  CSKA Mosca
- 1978  Sptk. S. Pietroburgo
- 1982  CSKA Mosca
- 1987  Sptk. S. Pietroburgo

## Vittorie per club
| Squadra              | Vittorie | Anni             |
| -------------------- | -------- | ---------------- |
| CSKA Mosca           | 3        | 1972, 1973, 1982 |
| Dinamo Tbilisi       | 3        | 1949, 1950, 1969 |
| Sptk. S. Pietroburgo | 2        | 1978, 1987       |
| Žalgiris Kaunas      | 1        | 1953             |
| Dinamo Riga          | 1        | 1952             |
| RSS Georgia          | 1        | 1951             |